# Elektrische Welse

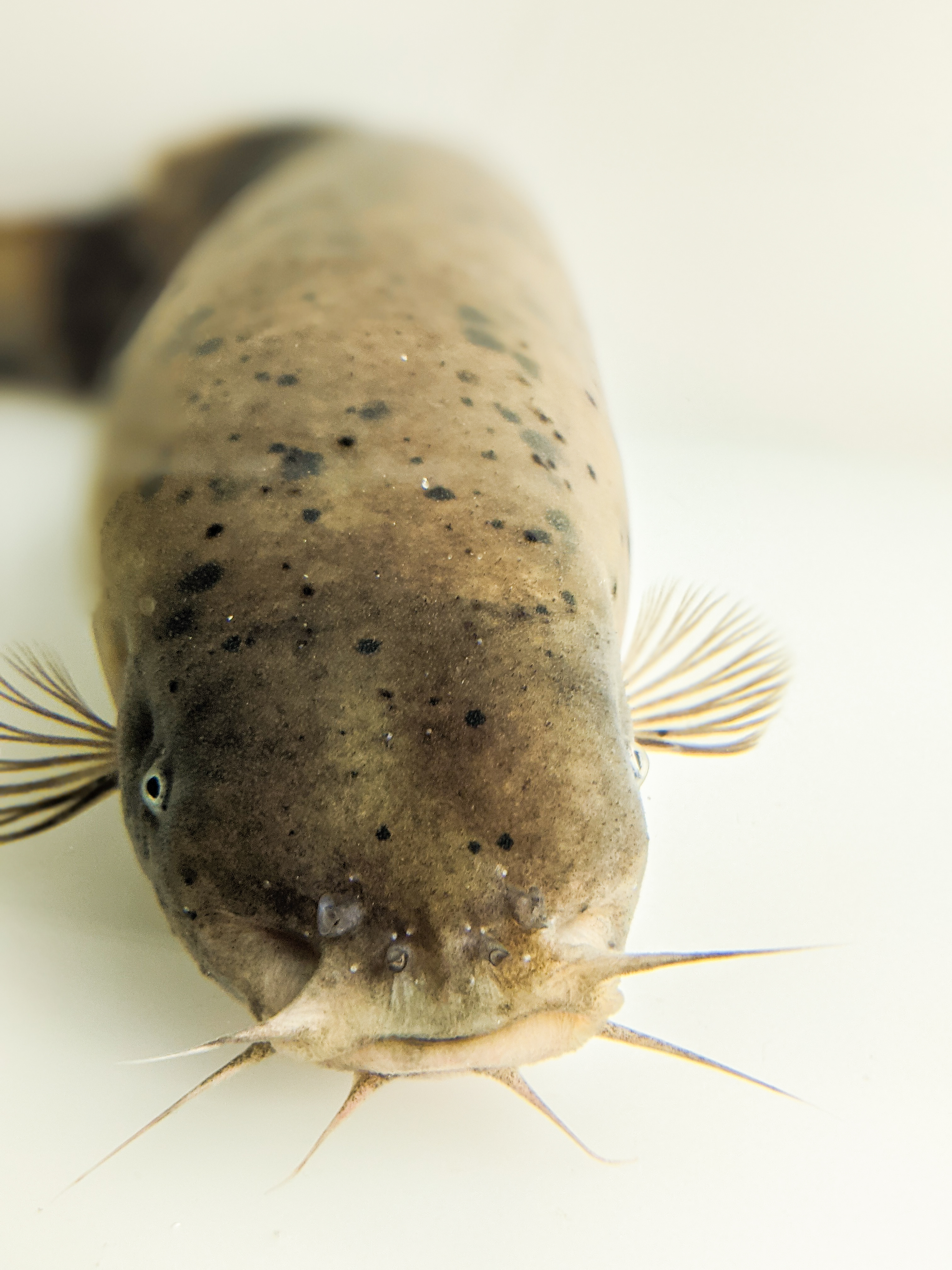
Malapterurus beninensis

Die Elektrischen Welse (Malapteruridae) (Gr.:, mala = weich, pteron = Flosse, oura = Schwanz) leben in den Süßgewässern des tropischen Afrika und im Nil. Die auch Zitterwelse genannten Tiere sind seit den detaillierten Aufzeichnungen der alten Ägypter bekannt für ihre starken elektrischen Entladungen, welche zum Beutefang und zur Verteidigung eingesetzt werden.

## Merkmale
Elektrische Welse werden zwölf Zentimeter bis zu 1,22 Meter lang und bis zu 25 kg schwer. Ihr Körper ist langgestreckt, zylindrisch und auf dem Rücken und an den Seiten meist von graubrauner Farbe. Sie haben keine Rückenflosse. Kurz vor dem Schwanzflossenstiel befindet sich eine große Fettflosse. Auch die Afterflosse steht weit hinten. Die Schwanzflosse ist abgerundet. Alle Flossen sind ohne Flossenstacheln. Elektrische Welse haben drei Paare von Barteln, Nasalbarteln fehlen. Der Schultergürtel ist locker mit dem Schädel verbunden. Die Schwimmblase hat nach vorne gerichtete Auswüchse, zwei bei der Gattung Malapterurus, drei bei Paradoxoglanis.

## Elektrisches Organ
Zitterwelse können durch die Aktivierung ihres elektrischen Organs monophasische Stromimpulse erzeugen mit einer Impulsdauer von 2–3 ms und einer Spannung von bis zu 300 Volt. Ihr elektrisches Organ ist aus Elektrozyten aufgebaut, welche aus Muskelzellen der Schultermuskulatur hervorgegangen sind. Das elektrische Organ liegt unter der Haut der Fische und umhüllt nahezu den ganzen Körper. Während des Beutefangs entladen die Zitterwelse ihr elektrisches Organ mit einer Frequenz von bis zu 500 Hz. Diese hochfrequenten Entladungen können mehrere Sekunden andauern und die Muskulatur der Beutefische paralysieren. Die dadurch gelähmte oder betäubte Beute kann dann vom Zitterwels geschnappt und gefressen werden. Zitterwelse können auch Defensiventladungen erzeugen, welche zur Verteidigung gegenüber Fressfeinden oder zum Aufschrecken von Beutefischen genutzt werden. Diese Defensiventladungen setzen sich aus 4–7 Entladungen zusammen, welche mit einer Frequenz von 250 Hz erzeugt werden.

## Immunität gegenüber Stromschlägen
Obwohl die starken elektrischen Entladungen der Zitterwelse die Muskulatur von Beutefischen aktiviert und lähmt, schaden sich Zitterwelse nicht selbst. Die Muskulatur und das Nervensystem der Zitterwelse ist immun gegenüber den eigenen Entladungen sowie den Entladungen von Artgenossen. Auch künstlich erzeugte Stromschläge haben keinen Einfluss auf die Funktion ihrer Muskulatur und ihres Nervensystems.

## Systematik
In der klassischen Systematik werden die Zitterwelse in die Überfamilie Siluroidea gestellt. Nach Molekularbiologischen Untersuchungen zählen sie innerhalb der Unterordnung der Siluroidei zur „Big Africa“-Gruppe.

## Gattungen und Arten

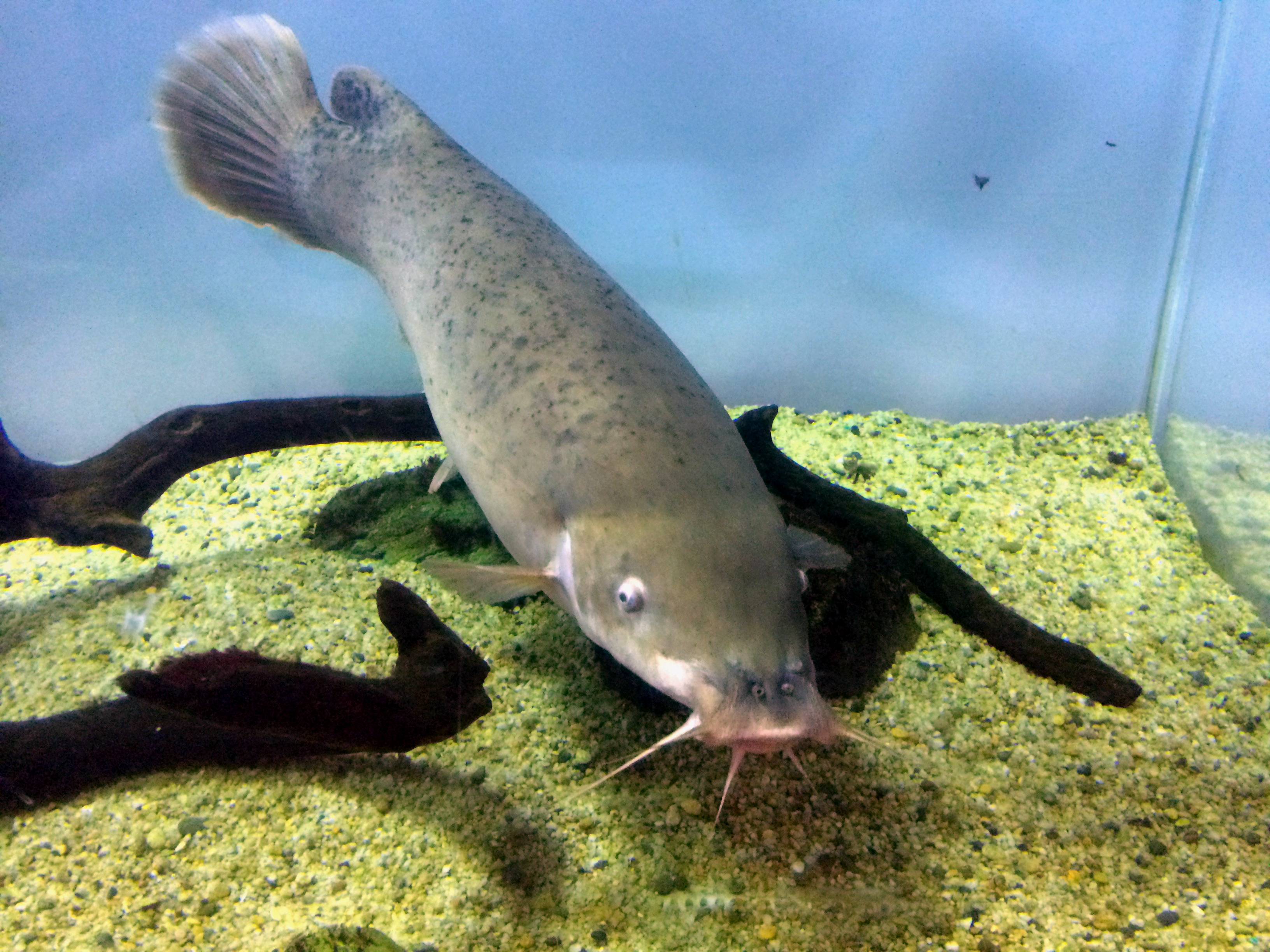
Malapterurus microstomus

- Gattung Malapterurus Agassiz, 1846
  - Malapterurus barbatus Norris, 2002
  - Malapterurus beninensis Murray, 1855
  - Malapterurus cavalliensis Roberts, 2000
  - Zitterwels (Malapterurus electricus) (Gmelin, 1789)
  - Malapterurus leonensis Roberts, 2000
  - Malapterurus melanochir Norris, 2002
  - Malapterurus microstomus Poll & Gosse, 1969
  - Malapterurus minjiriya Sagua, 1987
  - Malapterurus monsembeensis Roberts, 2000
  - Malapterurus murrayi Norris, 2002
  - Malapterurus occidentalis Norris, 2002
  - Malapterurus oguensis Sauvage, 1879
  - Malapterurus polli Norris, 2002
  - Malapterurus punctatus Norris, 2002
  - Malapterurus shirensis Roberts, 2000
  - Malapterurus stiassnyae Norris, 2002
  - Malapterurus tanganyikaensis Roberts, 2000
  - Malapterurus tanoensis Roberts, 2000
  - Malapterurus teugelsi Norris, 2002
- Gattung Paradoxoglanis
  - Paradoxoglanis caudivittatus Norris, 2002
  - Paradoxoglanis cryptus Norris, 2002
  - Paradoxoglanis parvus Norris, 2002